# William Byrd
William Byrd (Lincoln (?), circa 1543 – Stondon, Essex (?), 4 juli 1623) was een Engels componist. Hij was een van de grootste componisten van zijn generatie.
Zijn naam wordt ook soms als Bird, Byrde en Byred vermeld. Zijn geboorte- en overlijdensdata zijn niet met zekerheid bekend. Ook dat zijn geboorteplaats Lincoln in het Engelse Lincolnshire zou zijn, is slechts een vermoeden, dat gebaseerd is op het feit dat er in de 17e eeuw een aantal families Byrd in dit graafschap woonden.
Byrd kreeg als kind muziekles van de bekende Engelse 16e-eeuwse musicus Thomas Tallis in de Chapel Royal in Londen. Byrd wordt gerekend tot de zogenaamde virginalisten. In 1563 werd hij, ondanks zijn jeugdige leeftijd, benoemd tot organist van de kathedraal in Lincoln. In 1569 werd hij beëdigd als Gentleman van de Koninklijke Kapel, maar het schijnt dat hij in Lincoln is gebleven tot 1572, toen hij, tezamen met Tallis, benoemd werd tot organist van de Chapel Royal.
In 1575 kreeg hij, ook weer met Tallis, vergunning van Koningin Elizabeth I voor het drukken en verkopen van muziek. Als dank daarvoor droegen de twee componisten in hetzelfde jaar Cantiones Sacrae aan haar op.
Byrd werd verschillende malen in recht vervolgd. Als katholiek werd hij herhaaldelijk vervolgd voor het afwijzen van het Anglicanisme. Niettemin bleef hij in de gunst van de koningin, waarschijnlijk omdat hij zonder onderscheid componeerde voor de anglicaanse en de katholieke eredienst.
Hij schreef zowel geestelijke als wereldlijke muziek, zowel vocale werken als instrumentale muziek. Zijn oeuvre bevat onder andere 61 Latijnse motetten in twee boeken met Cantiones Sacrae, 99 Latijnse motetten in twee boeken Gradualia, 61 beurtzangen, 3 missen (voor 3, 4 en 5 stemmen), psalmen, sonnetten, liederen, canons, liefst 120 stukken voor klavier (spinet, virginaal, clavichord en orgel) en madrigalen.